# 第70回安田記念
第70回安田記念は、2020年6月7日に東京競馬場で施行された競馬の競走である。グランアレグリアが優勝した。

## 新型コロナウイルスによる影響
本レースは、新型コロナウイルス感染症 (COVID-19)の流行及び改正・新型インフルエンザ等対策特別措置法32条に基づいて日本国政府から発令された新型コロナウイルス緊急事態宣言により、2月以降各公営競技開催会場及び場外投票券売場にて実施してきた「無観客開催措置」が本レースでも取られる事となった。尚、緊急事態宣言は5月25日に全面解除され、競馬以外の公営競技は無観客措置が順次解除されたが、競馬は10月まで無観客措置が継続された。
この為、勝馬投票券の発売及び払い戻しは、電話・インターネット投票のみ実施。パークウインズやウインズ、エクセルなど場外勝馬投票券発売所での勝馬投票券の発売も中止された。

## レース施行前の状況
前年の有馬記念で初の大敗を喫したアーモンドアイは、ドバイターフが中止となった後ヴィクトリアマイルに出走し、楽な手応えのままレコードに0秒1差迫るタイムで圧勝。前年同様、5歳春の集大成に安田記念を選び、前人未到のGI8勝目を目指して出走した。アーモンドアイは単勝1.3倍の支持を集めた。
前年春秋マイル制覇を果たし、連覇を狙うインディチャンプが7.0倍の2番人気で他唯一の単勝1桁台の支持を受け、高松宮記念2着の後熱発によりヴィクトリアマイルを回避していたグランアレグリアやダノンプレミアム、アドマイヤマーズら他のGI馬はすべて単勝オッズが2桁以上となった。この他ヴァンドギャルドを除く全馬がGI・重賞を制していたが、アーモンドアイが圧倒的な1番人気となった。

## 出走馬と枠順
2020年6月7日　第3回東京競馬第2日目 第11競走
天気：晴、馬場状態：稍重、発走時刻：15時40分
| 枠番 | 馬番 | 競走馬名           | 性齢 | 騎手       | オッズ  | 人気 |
| ---- | ---- | ------------------ | ---- | ---------- | ------- | ---- |
| 1    | 1    | ダノンプレミアム   | 牡5  | D.レーン   | 12.7倍  | 4    |
| 2    | 2    | ダノンキングリー   | 牡4  | 戸崎圭太   | 12.9倍  | 5    |
| 3    | 3    | ノームコア         | 牝5  | 横山典弘   | 49.9倍  | 7    |
| 3    | 4    | クルーガー         | 牡8  | 石橋脩     | 209.3倍 | 13   |
| 4    | 5    | アーモンドアイ     | 牝5  | C.ルメール | 1.3倍   | 1    |
| 4    | 6    | インディチャンプ   | 牡5  | 福永祐一   | 7.0倍   | 2    |
| 5    | 7    | ペルシアンナイト   | 牡6  | 田辺裕信   | 142.4倍 | 10   |
| 5    | 8    | ケイアイノーテック | 牡5  | 津村明秀   | 177.6倍 | 11   |
| 6    | 9    | アドマイヤマーズ   | 牡5  | 川田将雅   | 20.2倍  | 6    |
| 6    | 10   | ミスターメロディ   | 牡5  | 北村友一   | 181.9倍 | 12   |
| 7    | 11   | グランアレグリア   | 牝4  | 池添謙一   | 12.0倍  | 3    |
| 7    | 12   | セイウンコウセイ   | 牡7  | 内田博幸   | 343.3倍 | 14   |
| 8    | 13   | ヴァンドギャルド   | 牡4  | 岩田望来   | 110.0倍 | 9    |
| 8    | 14   | ダノンスマッシュ   | 牡5  | 三浦皇成   | 73.6倍  | 8    |

## レース結果

### レース展開
クルーガーが立ち遅れて後方からの競馬、アーモンドアイもやや出遅れて後手を踏んだ。大外枠から押してハナを主張したダノンスマッシュが先手を取り、ミスターメロディやダノンプレミアム、アドマイヤマーズが直後に続いた。ダノンキングリーやグランアレグリアは中団につけ、インディチャンプはグランアレグリアの直後を追走。更にその後ろにアーモンドアイがつけ、先頭からはおよそ7馬身と後方よりの位置でレースを進めた。
この道中、3コーナー手前で前の馬が蹴り上げた芝の塊が、グランアレグリアに騎乗する池添謙一の顔面を直撃し右眼下を負傷、脳震盪を起こしかけるハプニングが起きた。
残り400mで粘るダノンスマッシュを外からグランアレグリアが躱し先頭に立つと、後続との差をみるみる広げる。インディチャンプやアーモンドアイ、その後ろからはケイアイノーテックやノームコアも追い込んでくるが差は縮まらず、そのままグランアレグリアが1着でゴールイン。2馬身半後方でアーモンドアイがインディチャンプを捉えきり2着に追い上げ、面目は保った。ノームコアはグランアレグリアに次ぐ上がり3ハロン33秒8の末脚を見せたが、クビ差インディチャンプに及ばず4着であった。

### レース着順
以下の情報はnetkeiba.comに基づく。
| 着順 | 枠番 | 馬番 | 競走馬名           | タイム | 着差     | 上がり3ハロン |
| ---- | ---- | ---- | ------------------ | ------ | -------- | ------------- |
| 1着  | 7    | 11   | グランアレグリア   | 1:31.6 |          | 33.7          |
| 2着  | 4    | 5    | アーモンドアイ     | 1:32.0 | 2馬身1/2 | 33.9          |
| 3着  | 4    | 6    | インディチャンプ   | 1:32.1 | 1/2      | 34.1          |
| 4着  | 3    | 3    | ノームコア         | 1:32.1 | クビ     | 33.8          |
| 5着  | 5    | 8    | ケイアイノーテック | 1:32.3 | 1馬身1/4 | 34.3          |
| 6着  | 6    | 9    | アドマイヤマーズ   | 1:32.3 | クビ     | 34.7          |
| 7着  | 2    | 2    | ダノンキングリー   | 1:32.4 | 3/4馬身  | 34.6          |
| 8着  | 8    | 14   | ダノンスマッシュ   | 1:32.4 | ハナ     | 35.1          |
| 9着  | 5    | 7    | ペルシアンナイト   | 1:32.7 | 1馬身3/4 | 34.6          |
| 10着 | 8    | 13   | ヴァンドギャルド   | 1:32.7 | クビ     | 34.8          |
| 11着 | 6    | 10   | ミスターメロディ   | 1:33.2 | 3馬身    | 35.7          |
| 12着 | 7    | 12   | セイウンコウセイ   | 1:33.4 | 1馬身    | 35.6          |
| 13着 | 1    | 1    | ダノンプレミアム   | 1:33.6 | 1馬身1/4 | 36.0          |
| 14着 | 3    | 4    | クルーガー         | 1:33.8 | 1馬身1/4 | 35.4          |

### データ
| ハロンタイム        | 12.1 - 10.9 - 11.2 - 11.5 - 11.6 - 11.4 - 11.0 - 11.9 |
| 600m通過タイム      | 34.2秒（セイウンコウセイ）                            |
| 優勝馬上がり3ハロン | 33.7秒（最速）                                        |

### 払戻
| 単勝  | 11     | 1200円  |
| 複勝  | 11     | 180円   |
| 複勝  | 5      | 110円   |
| 複勝  | 6      | 130円   |
| 枠連  | 4-7    | 590円   |
| 馬連  | 5-11   | 650円   |
| 馬単  | 11-5   | 2840円  |
| 3連複 | 5-6-11 | 840円   |
| 3連単 | 11-5-6 | 11240円 |

## エピソード
- グランアレグリアは2019年桜花賞以来のGI2勝目を飾った[7]。
  - 池添謙一は「今日は本当にすごいメンバーを相手に勝つことができて、 自分の仕事が出来て良かった」とコメントした[7]。この時、負傷した右眼下は腫れあがり出血も起きており、止血しながらインタビューを受けていたところ、クリストフ・ルメールがアイシング用の氷袋を差し入れる一幕があった[8]。病院には行かずにアイシングしながら様子を見る事となったが、大事には至らず、次節以降も騎乗している[9]。
  - この競走の勝ちタイム1:31.6は、良馬場以外で開催された安田記念としては同レース史上最速となった（2024年現在）[10]
- 敗れたアーモンドアイについて、ルメールは「出遅れはうまくリカバーできた。勝ち馬を見ながらスムーズに直線を向いた。最後も脚は使っている。でも、本来の彼女ならもっといい脚を使うはず」「勝った馬が強かった。一番怖かった」、国枝栄調教師は「ゲートで気持ちが高ぶって、タイミングが合わなかったね。過去にもあったから」「（初の中2週でのレースについて）表向きは何ともないが、レースに行って影響したのかな。それにしても反応がちょっとね…」と語った[11]。
  - 結果的にこのレースは、アーモンドアイが敗れた最後の競走となった。
- 第4コーナーで斜行し、ヴァンドギャルド・セイウンコウセイの進路に影響を与えたダノンキングリーに騎乗した戸崎圭太には過怠金1万円が課された[12]。
- 売り上げは2019年比93.0%の190億2941万8000円[13]。